# Desanka Maksimović
Desanka Maksimović [désanka máksimović] (srbsko Десанка Максимовић), srbska pesnica in pisateljica, * 16. maj 1898, Rabrovica pri Valjevu, Kraljevina Srbija (danes Srbija), † 1. februar 1993, Beograd, ZR Jugoslavija (danes Srbija).

## Življenjepis
Desanka Maksimović je gimnazijo obiskovala v Valjevu. Po končani gimnaziji je v Beogradu na filozofski fakulteti študirala svetovno književnost in umetnostno zgodovino, bila profesorica književnosti in članica Srbske akademije znanosti in umetnosti. Bila je tudi članica SAZU. Prejela je sedmojulisko nagrado  (1958) za življenjsko delo, Zmajevo nagrado (1958) za zbirko Vonj zemlje, nagrado AVNOJ (1970) in druge nagrade. Bila je častna članica Društva sloveskih književnih prevajalcev (od 1967).

## Literarno delo
Desanka Maksimović je pomembna srbska pesnica 20. stoletja. Objavljati je začela takoj po prvi svetovni vojni. V svoj pesniški izraz je sprejela tedaj moderne elemente vodilnih stilnih smeri v Srbiji, ne da bi se kateri zares pridružila. Ves čas je ohranjala sloves izrazite pesniške individualnosti, največ njenih pesmi je posvečenih ljubezni, naravi in domovini. Nekateri vidni kritiki menijo, da je za srbsko književnost med poeti Maksimovićeva to, kar je med prozaisti Ivo Andrić. Med pesmimi, ki so močno odmevale tudi izven meja njene ožje domovine je najizrazitejša gotovo Krvava bajka. Pesem je v slovenščino prevedel Lojze Krakar.
Najpomembnejša dela
- Poezija
  - Pesmi (1924)
  - Zeleni vitez (1930)
  - Pesnik in rodni kraj (1945)
  - Domovina, tu sem (1951)
  - Vonj zemlje (1955)
  - Terjam pomilostitev (1964)
  - Nemam više vremena (1973)
- Potopisi
  - Prazniki potovanja (1972)

V slovenščini je izbor njenih pesmi izšel leta 1955. 